# Parascorodita
La parascorodita és un mineral de la classe dels fosfats.

## Característiques
La parascorodita és un arsenat de fórmula química FeAsO₄·2H₂O. Va ser aprovada com a espècie vàlida per l'Associació Mineralògica Internacional l'any 1996. Cristal·litza en el sistema hexagonal. La seva duresa a l'escala de Mohs es troba entre 1 i 2. És una espècie dimorfa de l'escorodita.
Segons la classificació de Nickel-Strunz, la parascorodita pertany a «08.CD: Fosfats sense anions addicionals, amb H₂O, només amb cations de mida mitjana, amb proporció RO₄:H₂O = 1:2» juntament amb els següents minerals: kolbeckita, metavariscita, fosfosiderita, mansfieldita, escorodita, strengita, variscita, yanomamita, ludlamita, sterlinghil·lita i rollandita.

## Formació i jaciments
Va ser descoberta a la localitat de Kaňk, al districte de Kutná Hora (Bohèmia Central, República Txeca). També ha estat descrita a la mina Svornost, a Jáchymov (dins la regió de Karlovy Vary, també a la República Txeca), i a la mina Hilarion, a Àtica (Grècia), sent juntament amb la localitat tipus els únics indrets a tot el planeta on ha estat descrita aquesta espècie mineral.